# Anelosimus chonganicus
Anelosimus chonganicus är en spindelart som beskrevs av Zhu 1998. Anelosimus chonganicus ingår i släktet Anelosimus och familjen klotspindlar. Inga underarter finns listade i Catalogue of Life.